# Saxby
Saxby je vesnice v severozápadní části ostrova Vormsi v obci Vormsi v kraji Läänemaa v Baltském moři v Estonsku. Na severozápadě sousedí s vesnicí Kärrslätt na jihu s Förby. Ve vesnici žili k 31. prosinci 2011 čtyři obyvatelé.
První písemná zmínka o vesnici pochází z roku 1540. V období mezi 1588 do 1850 byl obydlen Estonci a Švédy.
Ve vesnici se nachází kostel ze 14. století a maják Vormsi postavený v roce 1864, který je kulturní památkou Estonska.